# F.lux
f.lux è un programma per computer che consente di regolare la temperatura di colore del display in base alla posizione geografica e all'ora del giorno. Il programma è stato progettato per ridurre l'affaticamento degli occhi durante l'uso notturno del computer e per non alterare il proprio ritmo circadiano.

## Compatibilità
Il programma è disponibile per Microsoft Windows, macOS e Linux. È disponibile anche per dispositivi iOS, dove però richiede il jailbreak del dispositivo, poiché Apple non ha consentito l'applicazione nel suo App Store a causa di restrizioni riguardo agli strumenti utilizzati dallo sviluppatore dell'applicazione stessa. È in sviluppo una versione per Android.

## Funzionalità
In f.lux l'utente può scegliere una posizione in base alle coordinate geografiche oppure a un codice postale o al nome di una località. Il programma quindi calibra automaticamente il colore del display del dispositivo nei diversi momenti della giornata, basandosi sugli orari di alba e al tramonto calcolati tramite la posizione scelta. Il colore cambia diventando più "caldo" nelle ore pomeridiane, serali e notturne, per poi tornare naturale al mattino.
L'utente ha una gran libertà di scelta: infatti può scegliere tra vari profili, che altereranno il colore del display nei momenti sopracitati, e può modificare il comportamento di f.lux in base ad attività specifiche o in base a determinati programmi in esecuzione, nonché escludere il funzionamento del programma (ad esempio per svolgere operazioni che richiedono la visualizzazione in colori naturali).

## Efficacia
I promotori e gli utilizzatori di f.lux ipotizzano che l'utilizzo stesso dell'applicazione migliora l'efficacia del sonno poiché diminuisce la luce bianco-blu emessa dal dispositivo. In base a varie ricerche scientifiche, la riduzione dell'esposizione alla luce blu di notte è collegata ad un aumento della secrezione di melatonina, la quale funziona come regolatore sonno-veglia all'organismo umano.
Anche se lo sviluppatore fornisce un elenco di ricerche sul proprio sito web, il programma stesso non è stato scientificamente testato per determinare la sua efficacia ma, nonostante ciò, f.lux è stato ampiamente e positivamente recensito da giornalisti, blogger e utenti.